# 72802 Wetton
72802 Wetton este o planetă minoră (asteroid) din centura de asteroizi. A fost descoperită pe 26 martie 2001 la Observatorul Național Kitt Peak de Marc Buie⁠(d). 
Obiectul prezintă o orbită caracterizată de o semiaxă mare de 2,9276281893103 UAi, o excentricitate de 0,09065302068115, o înclinație de 5,0732875095491 ° în raport cu ecliptica.